# Liste von Bibliotheken in Berlin

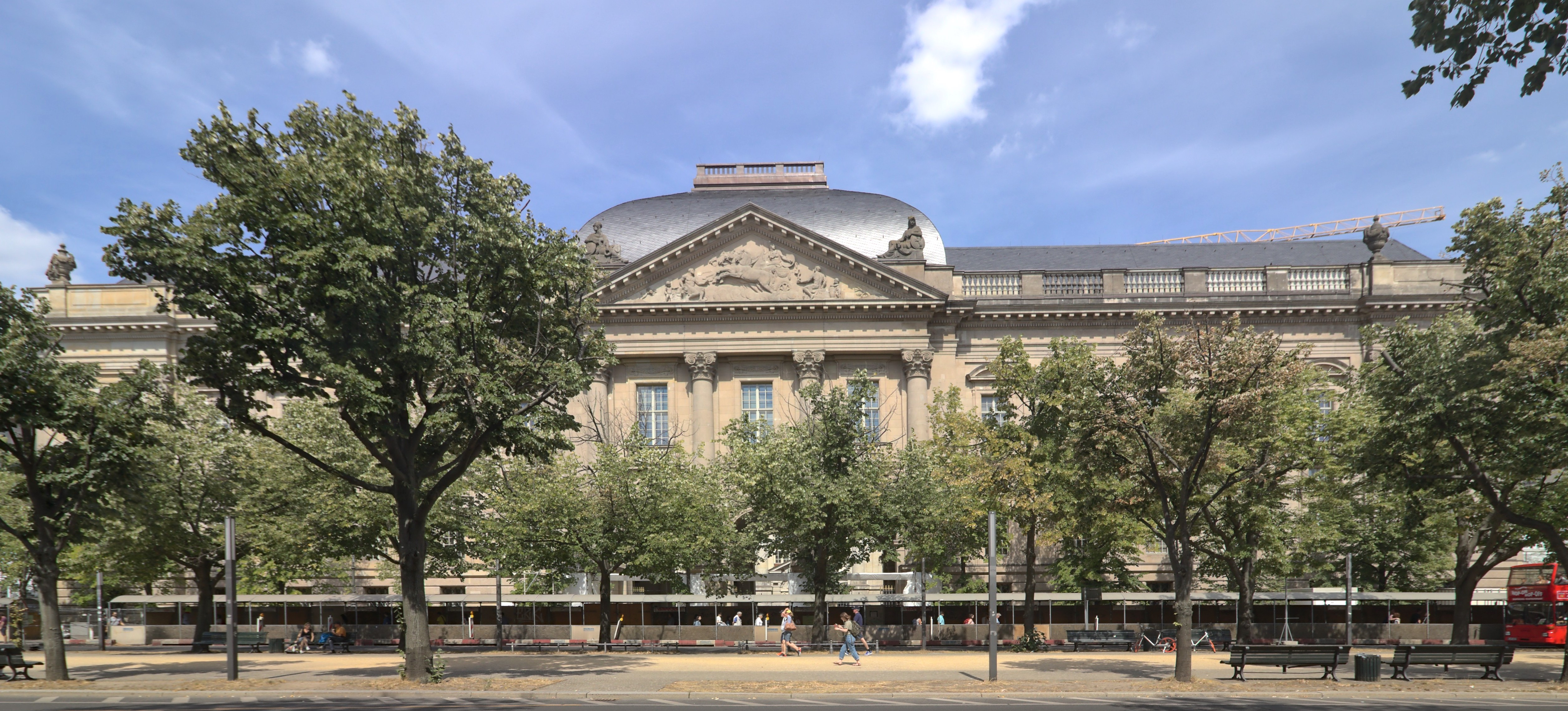
Staatsbibliothek zu Berlin (Haus Unter den Linden)

Mit rund 80 öffentlichen Bibliotheken in der Stadt zählt Berlin zu den wesentlichen Bibliotheksstandorten in Deutschland und Europa. Im Jahr 2014 zählten die Berliner Bibliotheken mehr als 9 Millionen Besucher, die rund 23 Millionen Entleihungen vornahmen. Es gibt den Landesverband Berlin im Deutschen Bibliotheksverband. In Bibliotheken in Berlin werden ausgewählte Standorte aufgelistet.

## Staatsbibliothek zu Berlin

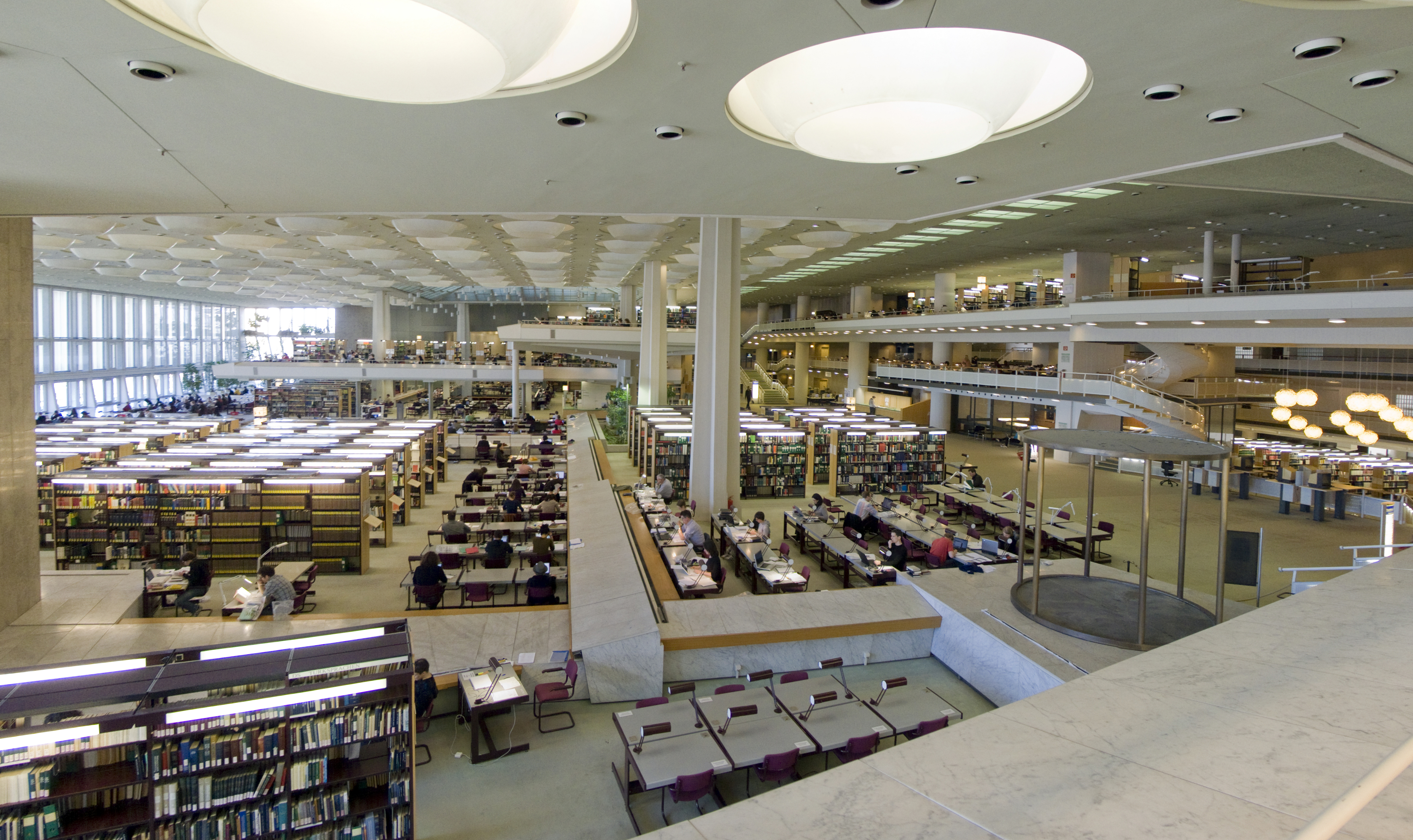
Staatsbibliothek zu Berlin (Haus Potsdamer Straße)

Die Staatsbibliothek zu Berlin ist eine Einrichtung der Stiftung Preußischer Kulturbesitz, einer rechtsfähigen Stiftung des öffentlichen Rechts mit Sitz in Berlin. Die Bibliothek sammelt für den Spitzenbedarf der Forschung wissenschaftlich relevante Literatur aus allen Zeiten, allen Ländern und in allen Sprachen.
Sie ist eine der größten Bibliotheken Deutschlands und eine der bedeutendsten weltweit. Sie hat zwei große Standorte mit Lesesaalbetrieb: Unter den Linden 8 und Potsdamer Straße 33. Zu Unterstützern der Bibliothek gehört die Deutsche Forschungsgemeinschaft (DFG).
- Staatsbibliothek zu Berlin
- Staatsbibliothek zu Berlin (Haus Potsdamer Straße)
- Staatsbibliothek zu Berlin (Haus Unter den Linden)
- Theatersammlung Bloch
- Kalliope-Verbund

## Universitätsbibliotheken

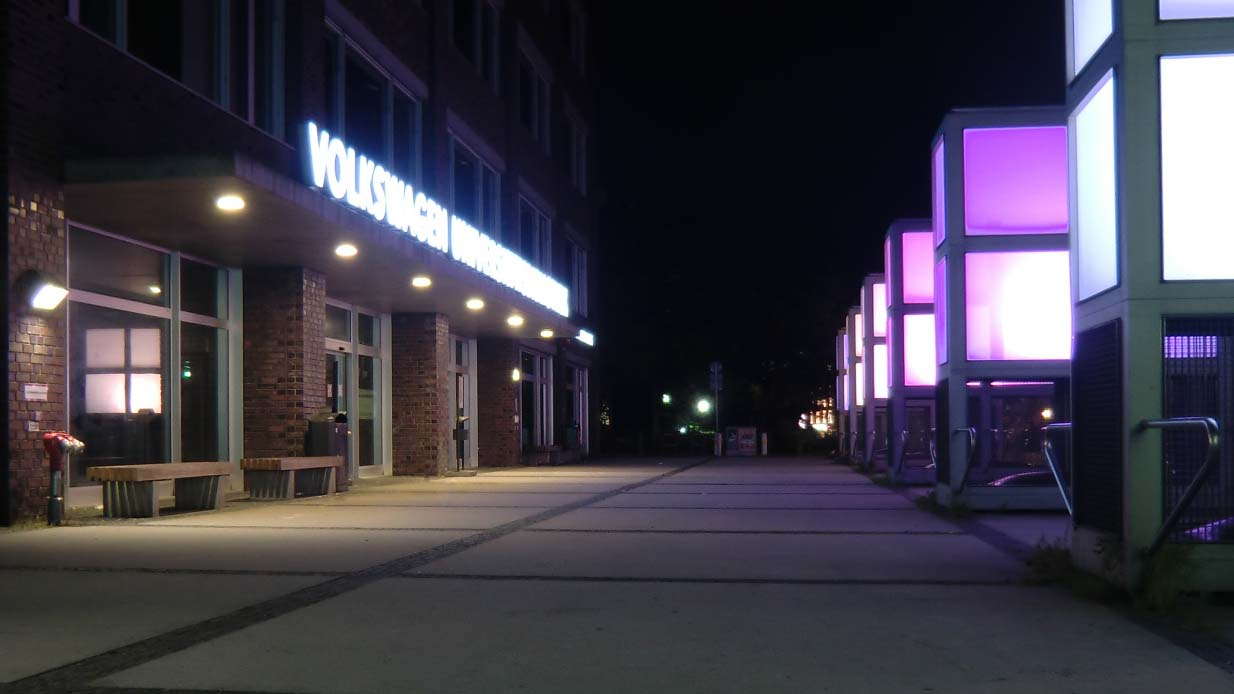
Zentralbibliothek der TU und UdK Berlin

- Universitätsbibliothek der Freien Universität Berlin
  - Philologische Bibliothek der Freien Universität Berlin
  - Bibliothek des John-F.-Kennedy-Instituts für Nordamerikastudien
- Universitätsbibliothek der Humboldt-Universität zu Berlin
  - Jacob-und-Wilhelm-Grimm-Zentrum
  - Erwin-Schrödinger-Zentrum, Zweigbibliothek Naturwissenschaften, in Berlin-Adlershof
- Volkswagen-Universitätsbibliothek, gemeinsame Universitätsbibliothek der Technischen Universität Berlin (TU) und der Universität der Künste (UdK)
  - Deutsche Gartenbaubibliothek (an der TU Berlin), Spezialbibliothek für Gartenliteratur in Deutschland

## Akademiebibliothek
- Akademiebibliothek der Berlin-Brandenburgischen Akademie der Wissenschaften

## Zentral- und Landesbibliothek

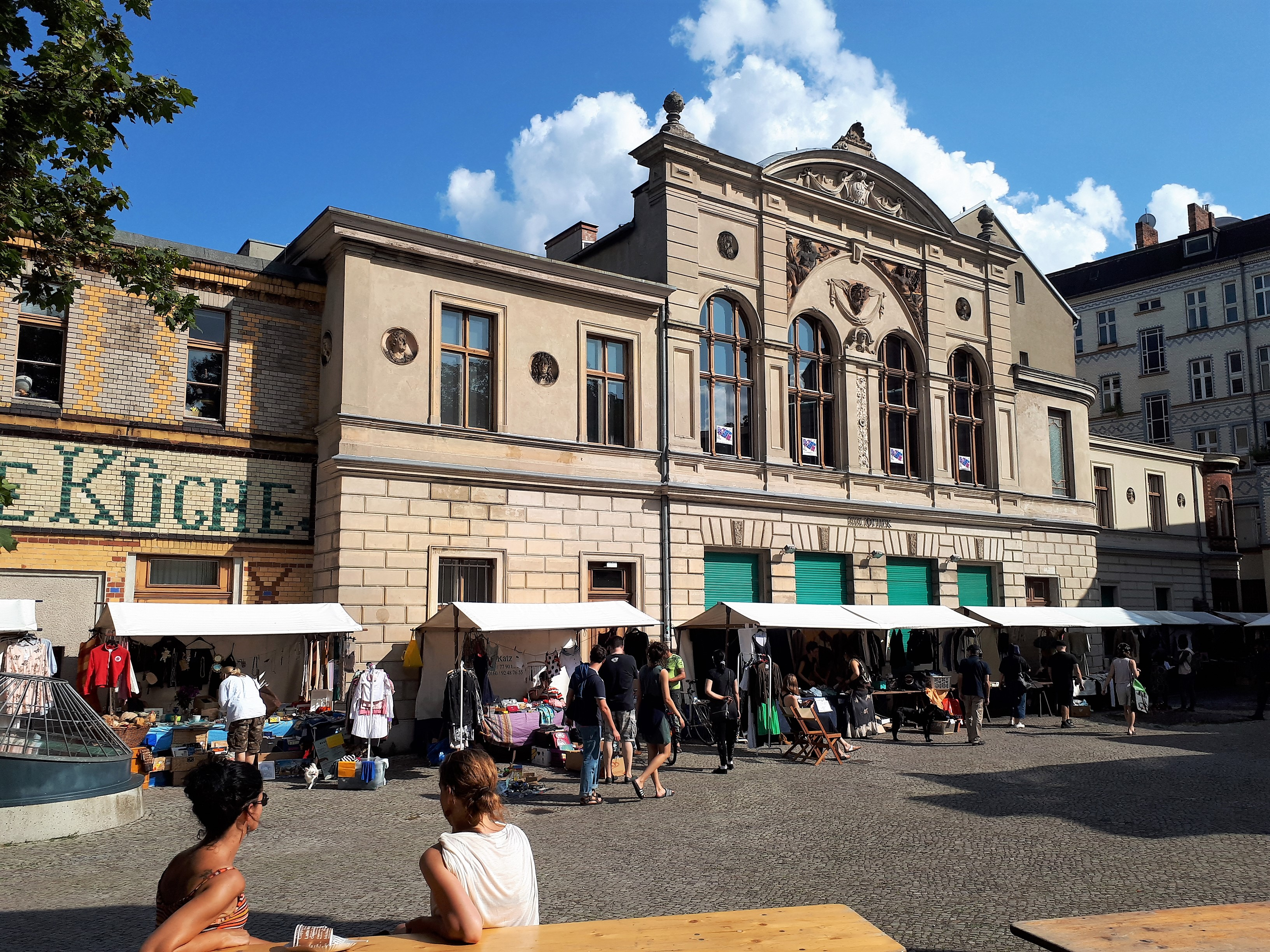
Bibliothek am Luisenbad der Stadtbibliothek Berlin-Mitte

- Zentral- und Landesbibliothek Berlin
  - Amerika-Gedenkbibliothek
  - Berliner Stadtbibliothek
  - Historische Sammlungen der Stiftung Zentral- und Landesbibliothek Berlin

## Bibliothek des Bundesarchivs
Die Bibliothek des Bundesarchivs am Dienstsitz in der Finckensteinallee in Berlin-Lichterfelde hat mit rund 1,7 Millionen Bänden den mit Abstand umfangreichsten Bibliotheksbestand innerhalb des Bundesarchivs.

## Stadtbibliotheken
- Stadtbibliothek Berlin-Mitte
  - Bezirkszentralbibliothek Philipp Schaeffer
  - Schiller-Bibliothek
- Stadtbibliothek Charlottenburg-Wilmersdorf
- Stadtbibliothek Friedrichshain-Kreuzberg
- Stadtbibliothek Lichtenberg
- Stadtbibliothek Marzahn-Hellersdorf
- Stadtbibliothek Neukölln
- Stadtbibliothek Pankow
- Stadtbibliothek Reinickendorf
- Stadtbibliothek Spandau
- Stadtbibliothek Steglitz-Zehlendorf
- Stadtbibliothek Tempelhof-Schöneberg
- Stadtbibliothek Treptow-Köpenick

## Fachbibliotheken

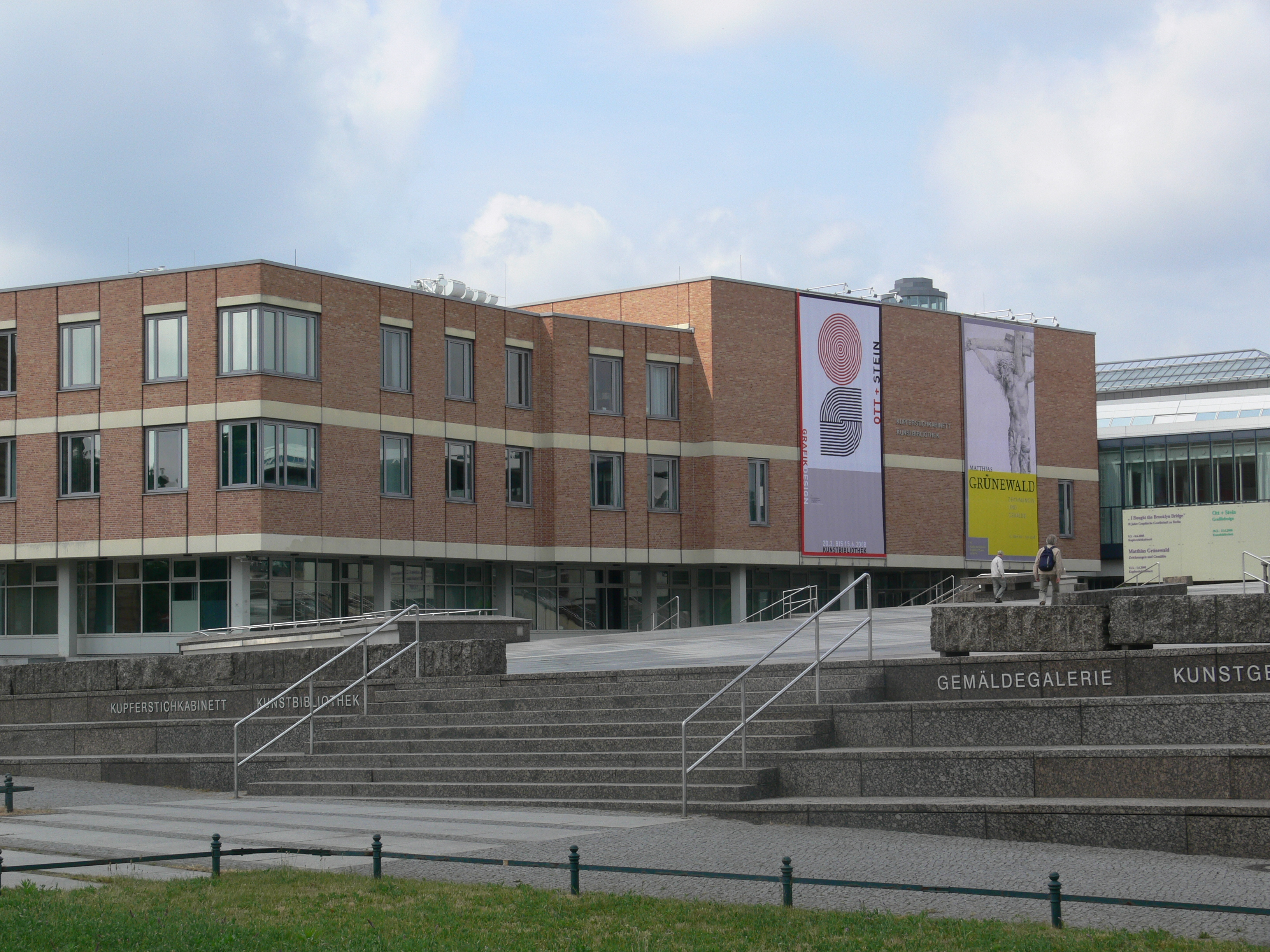
Die Kunstbibliothek

- Geheimes Staatsarchiv Preußischer Kulturbesitz
- Bibliothek der Freien
- Bibliothek für Bildungsgeschichtliche Forschung
- Genderbibliothek
- Kunstbibliothek – Staatliche Museen zu Berlin
- Senatsbibliothek Berlin
- Bibliothek des Deutschen Bundestages
- Bibliothek der Deutschen Kinemathek
- Bibliothek des Ibero-Amerikanischen Instituts

## Verbund Öffentlicher Bibliotheken Berlins
- Hauptartikel: Verbund Öffentlicher Bibliotheken Berlins
- Kooperativer Bibliotheksverbund Berlin-Brandenburg